# Gunnar Birke
Gunnar Birke, född 7 februari 1920 i Botkyrka församling, Stockholms län, död 8 juni 2004 i Salems församling, Stockholms län, var en svensk professor och chefsläkare.
Medicine licentiat i Stockholm 1945, medicine doktor 1954, docent i medicin vid Karolinska institutet 1954, biträdande överläkare på medicinska kliniken på Karolinska sjukhuset 1958, professor och föreståndare vid Gustav V:s forskningsinstitut 1960–1972, professor och överläkare i invärtes medicin på Huddinge sjukhus 1972–1985, chefsläkare på Huddinge sjukhus 1973–1984. Medicinsk redaktör för Läkartidningen 1965–1982.
Gunnar Birke var en av svensk medicins förgrundsfigurer. Han specialiserade sig i internmedicin, först vid Södertälje sjukhus och sedan vid Karolinska sjukhuset. Han disputerade 1954 på en avhandling om urinutsöndring av steroidhormoner. Kombinationen av avancerade kemiska metoder med välkaraktäriserade patientmaterial utgjorde ett tidigt exempel på hans fortsatta strävan att förena basal och klinisk forskning.
Gunnar Birke fortsatte i samarbete med företrädare för många andra specialiteter att studera ämnesomsättningen. Han utvecklade nya metoder för att kartlägga kroppens äggviteomsättning vid olika sjukdomstillstånd. Särskilt hans studier vid trauma och brännskador ledde till stora kliniska framsteg. Som professor och föreståndare för Konung Gustaf V:s forskningsinstitut utvecklade han där ett kraftfullt centrum för ämnesomsättningsforskning.
Under 1960-talet spelade Birke en betydande roll i planeringen av sjukvården i Stockholm och hade efter att ha blivit klinikchef och sedermera chefsläkare på det 1972 invigda Huddinge sjukhus en tongivande roll vid uppbyggandet av ett modernt universitetssjukhus. 
Son till politikern, grosshandlaren samt direktören  Emanuel Birke (1893–1965). Gunnar Birke slöt den av sin far grundade släkten Birke på svärdssidan.